# Đaminh Hoăng Minh Tiến
Đaminh Hoăng Minh Tiến (ur. 7 stycznia 1969 w Bảo Lộc) – wietnamski duchowny katolicki, biskup Hưng Hóa od 2022.

## Życiorys

### Prezbiterat
Święcenia kapłańskie przyjął 14 lutego 2006 i został inkardynowany do diecezji Hưng Hóa. Był m.in. sekretarzem biskupim, ekonomem diecezjalnym, przewodniczącym kurialnej komisji ds. powołań oraz wikariuszem generalnym diecezji.

### Episkopat
18 grudnia 2021 papież Franciszek mianował go biskupem diecezji Hưng Hóa. Sakry udzielił mu 14 lutego 2022 biskup Antoine Vũ Huy Chương.